# Högelid
Högelid är ett område i östra Mariestad. Området utgörs av låghusbebyggelse och någon högre bebyggelse. I Högelid finns en skola (förskola-åk 9 samt särskola), idrottsplats och flera förskolor. I området ligger även både Mariestads gamla och nya vattentorn.
Idrottsplatsen Högelids IP invigdes i mitten på 90-talet och blev då stadens första riktiga friidrottsanläggning. Den är i dagsläget också den enda.

## Övrigt
- Högelidsskolans gymnastiksal var under många år hem för anrika innebandyklubben IBK Strandgårdens ungdomsverkhet. 
- Högelids gamla fotbollsplan (innan Högelids IP) var under många år hem åt Mariestads BK s ungdomsverksamhet. Undangömd i en skogsdunge med endast en asfalterad 60 m-löparbanan vid sidan av.
- Stadsdelen är trots sin upphöjda elevation väldigt sjönära. En promenad genom Högelidsskogen till Vänerns strand tar runt 10 minuter. 